# Adam Baldwin
Adam Baldwin (n. 27 februarie 1962, Winnetka⁠(d), New Trier Township⁠(d), Illinois, SUA) este un actor american. Este cel mai cunoscut pentru rolurile sale din Full Metal Jacket ca Animal Mother, Firefly și continuarea acestuia, filmul Serenity, ca Jayne Cobb. A mai interpretat rolul colonelului John Casey din serialul Chuck și mai recent pe al lui Mike Slattery din serialul The Last Ship.

## Filmografie

### Film
| An   | Titlu                                  | Rol                         | Note |
| ---- | -------------------------------------- | --------------------------- | ---- |
| 1980 | My Bodyguard                           | Ricky Linderman             |      |
| 1980 | Ordinary People                        | Kevin Stillman              |      |
| 1983 | D.C. Cab                               | Albert Hockenberry          |      |
| 1984 | Reckless                               | Randy Daniels               |      |
| 1985 | Poison Ivy                             | Ike Dimick                  |      |
| 1986 | 3:15                                   | Jeff Hannah                 |      |
| 1986 | Bad Guys                               | Skip Jackson                |      |
| 1987 | Full Metal Jacket                      | Animal Mother               |      |
| 1987 | Hadley's Rebellion                     | Bobo McKenzie               |      |
| 1988 | Cohen and Tate                         | Tate                        |      |
| 1988 | The Chocolate War                      | Carter                      |      |
| 1989 | Next of Kin                            | Joey Rosselini              |      |
| 1990 | Predator 2                             | Garber                      |      |
| 1991 | Guilty by Suspicion                    | Agent FBI #1                |      |
| 1992 | Where the Day Takes You                | Officer Black               |      |
| 1992 | Radio Flyer                            | The King                    |      |
| 1993 | Eight Hundred Leagues Down the Amazon  | Koja                        |      |
| 1993 | Treacherous                            | Tommy Wright                |      |
| 1993 | Bitter Harvest                         | Bobby                       |      |
| 1994 | Cold Sweat                             | Mitch                       |      |
| 1994 | Wyatt Earp                             | Tom McLaury                 |      |
| 1995 | Digital Man                            | Cpt. West                   |      |
| 1995 | How to Make an American Quilt          | Finn's Father               |      |
| 1996 | Independence Day                       | Major Mitchell              |      |
| 1996 | Lover's Knot                           | John Reed                   |      |
| 1997 | Starquest II                           | Lee                         |      |
| 1998 | Gargantua                              | Marine Biologist            |      |
| 2000 | The Patriot                            | Capt. Wilkins               |      |
| 2000 | The Right Temptation                   | Captain Wagner              |      |
| 2001 | Pursuit of Happiness                   | Chad Harmon                 |      |
| 2001 | Above & Beyond                         | Peter Clerkin               |      |
| 2001 | Jackpot                                | Mel James                   |      |
| 2001 | Farewell, My Love                      | Jimmy                       |      |
| 2001 | Double Bang                            | Vinnie Krailes              |      |
| 2002 | The Keyman                             | Chris Myers / Keyman        |      |
| 2003 | Betrayal                               | Det. Mark Winston           |      |
| 2004 | The Freediver                          | Dr. Viades                  |      |
| 2004 | Evil Eyes                              | Jeff Stenn                  |      |
| 2005 | Serenity                               | Jayne Cobb                  |      |
| 2006 | The Thirst                             | Lenny                       |      |
| 2008 | Gospel Hill                            | Carl Herrod                 |      |
| 2008 | Drillbit Taylor                        | Disgruntled Bodyguard       |      |
| 2009 | Little Fish, Strange Pond aka. Frenemy | Tommy                       |      |
| 2010 | Browncoats: Redemption                 | Phone Operator (uncredited) |      |
| 2011 | InSight                                | Dr. Graham Barrett          |      |
| 2012 | War of the Worlds: Goliath             | Wilson (voce)               |      |

### Televiziune
| An           | Titlu                             | Rol                                          | Note                                                   |
| ------------ | --------------------------------- | -------------------------------------------- | ------------------------------------------------------ |
| 1984         | Pigs vs. Freaks                   | Mickey South                                 | film de televiziune                                    |
| 1985         | Special Treat                     | Otto Frommer                                 | Episodul: "Out of Time"                                |
| 1985         | Poison Ivy                        | Ike Dimick                                   | film de televiziune                                    |
| 1986         | Welcome Home, Bobby               | Cleary Biggs                                 | film de televiziune                                    |
| 1991         | Murder in High Places             |                                              | film de televiziune                                    |
| 1992         | Cruel Doubt                       | Det. John Taylor                             | film de televiziune                                    |
| 1992         | Deadbolt                          | Alec Danz                                    | film de televiziune                                    |
| 1993         | The Last Shot                     | Mark Tullis Jr.                              | Scurtmetraj TV                                         |
| 1994         | Blind Justice                     | Sgt. Hastings                                | film de televiziune                                    |
| 1995         | Fallen Angels                     | Ralph                                        | Episodul: "Good Housekeeping"                          |
| 1995         | VR.5                              | Scott Cooper                                 | Episodul: "Pilot"                                      |
| 1995         | Trade-Off                         | Thomas Hughes                                | film de televiziune                                    |
| 1995         | Sawbones                          | Burt Miller                                  | film de televiziune                                    |
| 1995         | Shadow-Ops                        | Dalt                                         | film de televiziune                                    |
| 1996         | Smoke Jumpers                     | Don Mackey                                   | film de televiziune                                    |
| 1996–97      | The Cape                          | Col. Jack Riles                              | Rol principal, 17 episoade                             |
| 1997         | The Visitor                       | Michael O'Ryan                               | 4 episoade                                             |
| 1998         | From the Earth to the Moon        | Fred Haise                                   | Episodul: "For Miles and Miles"                        |
| 1998         | Gargantua                         | Jack Ellway                                  | film de televiziune                                    |
| 1998         | Indiscreet                        | Jeremy Butler                                | film de televiziune                                    |
| 1998         | The Outer Limits                  | Major James Bowen                            | Episodul: "Phobos Rising"                              |
| 2000         | Dr. Jekyll and Mr. Hyde           | Dr. Jekyll / Mr. Hyde                        | film de televiziune                                    |
| 2000         | Static Shock                      | York (voce)                                  | Episodul: "Aftershock"                                 |
| 2000–05      | Jackie Chan Adventures            | Finn / Various (voce)                        | Serial de animație, 48 episoade                        |
| 2001         | Static Shock                      | York (voce)                                  | Episodul: "Junior"                                     |
| 2001         | The Zeta Project                  | Swen (voce)                                  | Episodul: "Crime Waves"                                |
| 2001–02      | The X-Files                       | Knowle Rohrer                                | 5 episoade                                             |
| 2002         | Hyper Sonic                       | Christopher Bannon                           | Video                                                  |
| 2002–03      | Firefly                           | Jayne Cobb                                   | Rol principal, 14 episoade                             |
| 2003         | Control Factor                    | Lance Bishop                                 | film de televiziune                                    |
| 2003         | CSI: Miami                        | De Soto                                      | Episodul: "Dead Woman Walking"                         |
| 2003         | Gacy                              | John Gacy, Sr.                               | Video                                                  |
| 2003         | Monster Makers                    | Jay Forrest                                  | film de televiziune                                    |
| 2004         | JAG                               | Cmdr. Michael Rainer                         | Episodul: "Good Intentions"                            |
| 2004         | What's New, Scooby-Doo?           | Clint Morris (voce)                          | Animated series, Episodul: "The San Franpsycho"        |
| 2004         | Stargate SG-1                     | Col. Dave Dixon                              | Episodul: "Heroes: Part 1" Episodul: "Heroes: Part 2"  |
| 2004         | NCIS                              | Cmdr. Michael Rainer                         | Episodul: "A Weak Link"                                |
| 2004         | Angel                             | Marcus Hamilton                              | 5 episoade                                             |
| 2005         | Molly & Roni's Dance Party        | School Principal                             | Video                                                  |
| 2005         | Justice League                    | Hal Jordan / Green Lantern / Various (voce)  | 3 episoade                                             |
| 2005         | The Inside                        | Special Agent Danny Love                     | Rol principal, 13 episoade                             |
| 2005         | The Poseidon Adventure            | Mike Rogo                                    | film de televiziune                                    |
| 2006         | Talk to Me                        |                                              | serial TV                                              |
| 2006         | Bones                             | Special Agent Jamie Kenton                   | Episodul: "Two Bodies in the Lab"                      |
| 2006         | Invader Zim                       | Various (voce)                               | Episodul: "The Frycook What Came from All That Space"  |
| 2006–08      | Day Break                         | Chad Shelton                                 | Rol principal, 13 episoade                             |
| 2007         | Sands of Oblivion                 | Jesse Carter                                 | film de televiziune                                    |
| 2007         | Superman: Doomsday                | Superman / Clark Kent / Dark Superman (voce) | Video                                                  |
| 2007–12      | Chuck                             | John Casey                                   | Rol principal, 91 episoade                             |
| 2008         | CSI: NY                           | DHS Agent Brett Dunbar                       | Episodul: "Hostage"                                    |
| 2008         | Chuck Versus the Webisodes        | John Casey                                   | 5 episoade                                             |
| 2011         | Love Bites                        | Hotel Dick                                   | Episodul: "Modern Plagues"                             |
| 2011–12      | Transformers: Prime               | Breakdown (voce)                             | Serial de animație, 13 episoade                        |
| 2012         | Castle                            | Detectiv Slaughter                           | Episodul: "Headhunter"                                 |
| 2012         | Young Justice                     | Parasite (voce)                              | Episodul: "Performance"                                |
| 2012         | Leverage                          | Colonel Michael Vance                        | 2 episoade: "The Very Big Bird Job", "The Rundown Job" |
| 2012         | Law & Order: Special Victims Unit | Cpt. Steven Harris                           | Season 14; 3 episoade                                  |
| 2014–present | The Last Ship                     | Executive Officer Mike Slattery              | Rol principal, 17 episoade                             |
| 2015         | Hulk and the Agents of S.M.A.S.H. | Vance Astro (voce)                           | Serial de animație, rol periodic                       |
| 2015         | Guardians of the Galaxy           | Vance Astro (voce)                           | Serial de animație, rol periodic                       |

### Jocuri video
| An   | Titlu                    | Rol                        | Note  |
| ---- | ------------------------ | -------------------------- | ----- |
| 2003 | Kill.switch              | Archer                     |       |
| 2007 | Halo 3                   | Marines                    |       |
| 2007 | Half-Life 2: Episode Two | Citizens                   |       |
| 2009 | Halo 3: ODST             | Dutch                      |       |
| 2010 | Mass Effect 2            | Kal'Reegar                 |       |
| 2011 | DC Universe Online       | Superman                   |       |
| 2013 | Injustice: Gods Among Us | Hal Jordan / Green Lantern |       |
| 2015 | Code Name: S.T.E.A.M.    | Henry Fleming              |       |
| 2015 | Infinite Crisis          | Hal Jordan / Green Lantern | [ 3 ] |
| 2015 | Firefly Online           | Jayne Cobb                 |       |

## Legături externe
- Adam Baldwin la Internet Movie Database
- Adam Baldwin pe Twitter
- Adam Baldwin la TV Guide
- Adam Baldwin la Allmovie
- Adam Baldwin la TV Tropes